# Åskagenita-(Nd)
L'åskagenita-(Nd) és un mineral de la classe dels silicats que pertany i dona nom al grup de l'åskagenita. Va ser anomenada així l'any 2010 per Nikita V. Chukanov, Jörg Göttlicher, Steffen Möckel, Zdnek Sofer, Konstantin V. Van i Dmetry I. Belakovskiy per la localitat d'Åskagen, a Suècia, on va ser descoberta.

## Característiques
L'åskagenita-(Nd) és un sorosilicat que conté manganès, alumini, ferro i neodimi, de fórmula química {Mn2+Nd}{Al₂Fe3+}(Si₂O₇)(SiO₄)O₂. Forma part del grup de l'åskagenita, i és l'anàleg Nd-Fe3+ de la uedaïta-(Ce). La seva duresa a l'escala de Mohs és 6, i té una fractura concoidal.
Segons la classificació de Nickel-Strunz, l'åskagenita-(Nd) pertany a «09.BG: Sorosilicats amb grups barrejats de SiO₄ i Si₂O₇; cations en coordinació octaèdrica [6] i major coordinació» juntament amb els següents minerals: al·lanita-(Ce), al·lanita-(La), al·lanita-(Y), clinozoisita, dissakisita-(Ce), dol·laseïta-(Ce), epidota, epidota-(Pb), khristovita-(Ce), mukhinita, piemontita, piemontita-(Sr), manganiandrosita-(La), tawmawita, manganipiemontita-(Sr), ferrial·lanita-(Ce), clinozoisita-(Sr), manganiandrosita-(Ce), dissakisita-(La), vanadoandrosita-(Ce), uedaïta-(Ce), epidota-(Sr), al·lanita-(Nd), ferrial·lanita-(La), zoisita, macfal·lita, sursassita, julgoldita-(Fe2+), okhotskita, pumpel·lyïta-(Fe2+), pumpel·lyïta-(Fe3+), pumpel·lyïta-(Mg), pumpel·lyïta-(Mn2+), shuiskita, julgoldita-(Fe3+), pumpel·lyïta-(Al), poppiïta, julgoldita-(Mg), ganomalita, rustumita, vesuvianita, wiluïta, manganovesuvianita, fluorvesuvianita, vyuntspakhkita-(Y), del·laïta, gatelita-(Ce) i västmanlandita-(Ce).

## Formació i jaciments
S'ha trobat åskagenita-(Nd) únicament a les pegmatites de granit de la pedrera Åskagen, al districte de Persberg, a Filipstad (Värmland, Suècia). Se n'ha trobat associada a altres minerals com torita, quars, feldespats, gadolinita-(Y), brookita, bastnäsita, al·lòfana i al·lanita-(Nd).

## Grup de l'åskagenita
El grup de l'åskagenita és un grup que pertany al supergrup de l'epidota, juntament amb el grup de l'al·lanita, el grup de la clinozoisita i el grup de la dol·laseïta. Aquest grup està integrat únicament per l'åskagenita-(Nd).